# Najlla Habibyar
Najlla Habibyar ( Afganistán ) es una emprendedora afgana, activista por el empoderamiento de las mujeres y en la lucha contra el cambio climático. Ha trabajado en el Banco Mundial, el gobierno de la República Islámica de Afganistán y fundado varias empresas.

## Biografía
Najlla Habibyar en el gobierno de Ashraf Ghani, último presidente de la República Islámica de Afganistán, fue una de las mujeres de mayor rango. Puso en marcha seis taxis conducidos por mujeres para las pasajeras que necesitaban transporte en Kabul. Fundó la empresa Blue Treasure Inc y Ark Group para facilitar que las mujeres pudieran vender sus productos en el extranjero sin intermediarios. Además ha trabajado para facilitar la formación de las niñas, y fundado la entidad Afghan Veracity Care for Unsheltered Families para ayudar a familias afganas.

A pesar de las miserias que he experimentado como mujer afgana, espero poder contribuir para que la próxima generación no reciba la herencia de la guerra.

Najlla Habibyar

Debido a las amenazas que recibió renunció en su cargo en el gobierno huyendo del país para exiliarse en Estados Unidos. Allí se convirtió en la jefa del Centro de Exportación de Alfombras de Kabul, una iniciativa patrocinada por la Agencia de los Estados Unidos para el Desarrollo Internacional (USAID). Un año más tarde regresó a colaborar en la construcción de un nuevo Afganistán. Cuando los talibanes recuperaron el control de Kabul tuvo que exiliarse de nuevo y esta vez abandonada por los Estados Unidos fue ayudada a salir de Afganistán gracias a Digital Dunkirk una organización formada por exmilitares voluntarios, que crearon un ferrocarril subterráneo que trasladaba a las personas evacuadas de un lugar a otro.
Desde 2021 Najlla Habibyar se encuentra en Emirate Humanitarian City, un campo de refugiados en los Emiratos Árabes Unidos, Abu Dhabi, junto a otros miembros de su familia.

## Premios y reconocimientos
- En 2021 la BBC la incluyó en la lista de las 100 mujeres más inspiradoras.[1][7]